# Přírodní park Dolní Povltaví
Přírodní park Dolní Povltaví se nachází v severní části okresu Praha-východ. Byl vyhlášený 1. června 1994 současně vyhláškou č.j. 608-ŽP/94 Okresním úřadem Praha-východ a č.j. 8/94 OkÚ Mělník. Území tvoří kaňon Vltavy a boční údolí pravobřežních přítoků. Důvodem zřízení přírodního parku je zachování tradičního rázu krajiny s lesostepmi a skalními stepmi a typickou kulturní zemědělskou krajinou. Významným prvkem je tok řeky Vltavy s vodní faunou a břehovými biotopy.
Součástí parku jsou chráněná území Větrušické rokle, Máslovická stráň a Kaňon Vltavy u Sedlce a krajinné prvky Klecanský háj, Klecanské sady a Draháňská rokle (též Drahanské údolí).
Parkem podél Vltavy vede pěší turistická červeně značená trasa 0005 z Prahy-Troje do Kralup nad Vltavou.